# Enklav

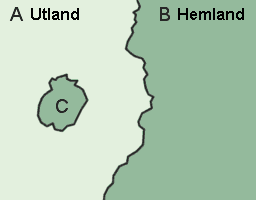
C tillhör landet B, och är därför en enklav i A och exklav till B

En enklav är ett landområde som ligger innanför en stats gränser men hör till en annan stat, eller i sig själv är en egen stat. Området kallas enklav i den stat som den är omgiven av. Om enklaven tillhör ett område utanför den stat den ligger i är den samtidigt en exklav sett från den ägande statens sida. Termerna kan också beteckna anknytning till andra administrativa områden än stater, där exempelvis danska Frederiksbergs kommun är en enklav som helt omges av Köpenhamns kommun. 
En enklav som ligger i en enklav kallas en kontraenklav. Exempel på en sådan är Nahwa, som tillhör Förenade arabemiraten, vilken är en enklav i Madha, som i sin tur är en omansk enklav i Förenade arabemiraten. Ett andra exempel är några exklaver i nederländska Baarle-Nassau som ligger i de belgiska Baarle-Hertog-enklaverna.

## Enklaver
| Enklav                                                 | Omgivet av            | Information |
| ------------------------------------------------------ | --------------------- | --- |
| Lesotho                                                | Sydafrika             | |
| San Marino                                             | Italien               | |
| Vatikanstaten                                          | staden Rom i Italien  | Beroende på vilken definition av enklav/exklav som väljs, kan andra områden i och kring Rom, såsom Castel Gandolfo, eventuellt i sin tur räknas som exklaver till Vatikanstaten. |
| Baarle-Hertog (Belgien)                                | Nederländerna         | |
| Campione d’Italia (Italien)                            | Schweiz               | |
| Llívia (Spanien)                                       | Frankrike             | |
| Sankovo-Medvezje (Ryssland)                            | Vitryssland           | |
| Sjachimardan (Uzbekistan)                              | Kirgizistan           | |
| Barkhudarli, Yukhari Askipara och Karki (Azerbajdzjan) | Armenien              | |
| Artsvashen (Armenien)                                  | Azerbajdzjan          | |
| Büsingen (Tyskland)                                    | Schweiz               | Det är möjligt att åka båt på Rhen mellan Büsingen och vissa andra orter i Tyskland, till exempel Konstanz, utan att beträda schweizisk mark.                                    |
| Brezovica Žumberačka (Kroatien)                        | Slovenien             | |
| Madha (Oman)                                           | Förenade arabemiraten | |

### Historiska enklaver
- Västberlin , tillhörde  Västtyskland men omgavs av  Östtyskland

### Exklaver med havskust
Dessa är i egentlig mening inte en enklav eftersom de inte helt omges av den andra staten, men samtliga är exklaver. De har havsförbindelse med moderlandet.
- Alaska omgivet av  Kanada, finns ytterligare en liten exklav, Point Roberts, som tillhör  USA nära Seattle som är omgivet av Kanada.
- Ceuta och Melilla ( Spanien), omgivna av  Marocko
- Gibraltar ( Storbritannien), omgivet av Spanien
- Musandamhalvön som tillhör  Oman är omgiven av  Förenade arabemiraten
- Kaliningrad oblast vid Östersjön, exklav tillhörig  Ryssland men omges av  Polen och  Litauen och kan räknas som en enklav i de sammanhang där dessa två som EU-länder ingår i samma tullunion med mera